# Ojców (gmina)
Ojców (od 1874 Cianowice) – dawna gmina wiejska istniejąca w XIX wieku w guberni kieleckiej. Siedzibą władz gminy był Ojców.
Za Królestwa Polskiego gmina Ojców należała do powiatu olkuskiego w guberni kieleckiej (utworzonej w 1867).
Gmina została zniesiona w 1874 roku przez przemianowanie na gmina Cianowice.